# Spazio Antonioni
Lo Spazio Antonioni è un museo di Ferrara situato in corso Porta Mare n. 5, dedicato all'opera del cineasta Michelangelo Antonioni, nato nella città emiliana.
È stato inaugurato il 1º giugno 2024 in una dépendance di Palazzo Massari, nella quale ha avuto sede dal 1976 al 2023 il Padiglione d'arte contemporanea.

## Storia
In seguito alla chiusura nel 2006 del Museo Michelangelo Antonioni, allestito in un edificio adiacente al Palazzo dei Diamanti, si pose il problema di dove esporre al pubblico il materiale del fondo che il regista aveva donato al comune di Ferrara. Il luogo venne infine individuato nell'ex scuderia e deposito delle carrozze di Palazzo Massari, che all'epoca era sede del Padiglione d'arte contemporanea.
Dopo un intervento di ristrutturazione dell'edificio su progetto dello studio romano Alvisi Kirimoto, lo Spazio Antonioni è stato aperto al pubblico e inaugurato il 1º giugno 2024. Pochi giorni dopo ha ricevuto la visita del regista tedesco Wim Wenders, che di Antonioni era stato collaboratore e amico.

## Descrizione
L'esposizione si articola su due piani, ognuno dei quali è costituito da un grande ambiente in cui sono inserite delle pareti rimovibili che delimitano il percorso di visita e sulle quali trovano posto documenti, cimeli e schermi di varie dimensioni sui quali sono riprodotti a ciclo continuo cortometraggi e spezzoni di lungometraggi del regista.
Al piano superiore si trovano inoltre uno spazio per le mostre temporanee e la sezione Le montagne incantate, nella quale sono esposti dei piccoli acquerelli realizzati da Antonioni e poi ingranditi fotograficamente per rappresentare profili montuosi. Le statuette dell'Oscar alla carriera e del Leone d'oro alla carriera in mostra sono delle riproduzioni in quanto gli originali sono stati rubati.

## Elenco delle mostre temporanee
- 2024
Fuori fuoco: Giorgio Morandi / Cy Twombly, 1º giugno - 1º dicembre 2024[9]
- 2025
Bruce Davidson/Zabrinskie Point. I volti dell'America, 14 dicembre 2024 - 04 maggio 2025